# TVTower
TVTower es un juego de simulación empresarial gratuito y de código abierto que se basa en gran medida en Mad TV, lanzado en 1991. 
El juego se encuentra en desarrollo y está disponible en multiplataforma, es decir, para los sistemas operativos Windows, Linux (teóricamente todas las distribuciones)  y Mac OS X.
Las versiones de desarrollador jugables se lanzan varias veces al año y están disponibles para su descarga.

## El juego
El propósito del juego es operar una estación de televisión de la manera más rentable posible.  La tarea de conquistar a la guapa Betty del decimotercer piso también fue tomada de MadTV . El juego con un modo en solitario y uno multijugador.
La lógica del juego y los gráficos se basan en gran medida en la plantillas. Esencialmente, los cambios solo se realizaron donde el hardware existente lo limitaba. También se tuvieron en cuenta las críticas al juego anterior y las extensiones que parecían sensatas.
El cambio más significativo con respecto al juego original es la introducción de la transmisión de 24 horas en lugar del horario de transmisión diario de 6:00 p. m. a 1:00 a. m. Además, el número de reproductores de IA se incrementó de dos a tres, y las bases de datos de los programas, comerciales y noticias utilizadas en la película, así como el mapa de canales, se hicieron editables. Además, la IA ( lua scripts) ahora es editable.
Los cambios menores en las características se pueden encontrar en la producción interna ampliada de programas, la posibilidad de configurar infomerciales, llamadas y avances en el programa de transmisión y cadenas de noticias relacionadas con eventos o tiempo variable.

## Desarrollo
El juego está desarrollado con los lenguajes de programación libres BlitzMax, C y Lua, donde se utiliza Lua para el desarrollo de la inteligencia artificial, lo que facilita la incorporación de tus propias ideas.
La base de datos es de código abierto y se almacena en formato de texto legible, por lo que cualquier persona interesada puede descargarla y editarla. En el curso del desarrollo, se tomó la decisión de desarrollar a través de GitHub  .

## Historia
Los primeros pasos hacia el desarrollo de un remake gratuito se dieron en 2002 bajo el nombre de TVGigant. El cambio de nombre posterior se debió a los temores de una disputa legal con los desarrolladores de juegos austriacos JoWooD Entertainment AG, quienes presentaron una serie de simulaciones comerciales con el sufijo "Gigant".
Un grupo liderado por el desarrollador de software de Chemnitz, Ronny Otto, asumió el trabajo exclusivamente voluntario. Este último se mantiene como el líder del proyecto.
El hogar virtual y el foro de debate abierto para el desarrollo es el sitio web "Gamezworld" , también conocido como el archivo de juegos gratuitos de principios de la década de 2000.
Las versiones para desarrolladores han estado disponibles en intervalos irregulares desde el otoño de 2013 y son descargadas regularmente por más de 2000 usuarios.
Actualmente, el juego solo se puede jugar como un juego sin fin.
La versión v0.5.1 por primera vez incluía el alquiler de salas, los Sammy's (varios premios por lograr ciertos objetivos), una llave maestra para obtener todas las salas, un archivo de mensajes interactivos en la mesa de la oficina del jugador, varios arreglos y otros textos traducidos en Inglés.